# 头状穗莎草
头状穗莎草（学名：Cyperus glomeratus）为莎草科莎草属的植物。分布于亚洲东部温带地区、地中海区域、日本、亚洲中部地区、欧洲中部、朝鲜以及中国大陆的吉林、河北、河南、甘肃、黑龙江、陕西、辽宁、山西等地，生长于海拔10米至2,400米的地区，多生在水边沙土上或路旁阴湿的草丛中，目前尚未由人工引种栽培。

## 别名
三轮草、状元花、喂香壶